# Сан-Хосе-дель-Гуав'яре
Сан-Хосе-дель-Гуав'яре (ісп. San José del Guaviare) — місто на однойменній річці у центрі Колумбії. Столиця департаменту Гуав'яре.

## Клімат
Місто розташоване у зоні, котра характеризується мусонним кліматом. Найтепліший місяць — березень із середньою температурою 27.8 °C (82 °F). Найхолодніший місяць — липень, із середньою температурою 26.3 °С (79.4 °F).
| Клімат Сан-Хосе-дель-Ґуав'яре | Клімат Сан-Хосе-дель-Ґуав'яре | Клімат Сан-Хосе-дель-Ґуав'яре | Клімат Сан-Хосе-дель-Ґуав'яре | Клімат Сан-Хосе-дель-Ґуав'яре | Клімат Сан-Хосе-дель-Ґуав'яре | Клімат Сан-Хосе-дель-Ґуав'яре | Клімат Сан-Хосе-дель-Ґуав'яре | Клімат Сан-Хосе-дель-Ґуав'яре | Клімат Сан-Хосе-дель-Ґуав'яре | Клімат Сан-Хосе-дель-Ґуав'яре | Клімат Сан-Хосе-дель-Ґуав'яре | Клімат Сан-Хосе-дель-Ґуав'яре | Клімат Сан-Хосе-дель-Ґуав'яре |
| Показник                      | Січ.                          | Лют.                          | Бер.                          | Квіт.                         | Трав.                         | Черв.                         | Лип.                          | Серп.                         | Вер.                          | Жовт.                         | Лист.                         | Груд.                         | Рік                           |
| Середній максимум, °C         | 35,6                          | 36,2                          | 36,2                          | 34,4                          | 33,5                          | 33                            | 33,1                          | 33,4                          | 34,2                          | 34,2                          | 33,9                          | 34                            | 34,3                          |
| Середня температура, °C       | 26,9                          | 27,3                          | 27,8                          | 27,5                          | 26,9                          | 26,6                          | 26,4                          | 26,5                          | 27,1                          | 27,2                          | 27,3                          | 26,6                          | 27                            |
| Середній мінімум, °C          | 18,3                          | 18,4                          | 19,4                          | 20,6                          | 20,3                          | 20,2                          | 19,6                          | 19,6                          | 20                            | 20,3                          | 20,7                          | 19,2                          | 19,7                          |
| Норма опадів, мм              | 48.1                          | 85                            | 159.3                         | 308.9                         | 357.1                         | 361.5                         | 330.2                         | 269                           | 233.1                         | 235.1                         | 229.6                         | 98.3                          | 2715.2                        |
| Днів з дощем                  | 6                             | 7                             | 13                            | 19                            | 21                            | 24                            | 22                            | 21                            | 17                            | 16                            | 16                            | 9                             | 191                           |
| ----------------------------- | ----------------------------- | ----------------------------- | ----------------------------- | ----------------------------- | ----------------------------- | ----------------------------- | ----------------------------- | ----------------------------- | ----------------------------- | ----------------------------- | ----------------------------- | ----------------------------- | ----------------------------- |
| Джерело: Weatherbase          |                               |                               |                               |                               |                               |                               |                               |                               |                               |                               |                               |                               |                               |